# Pas D'En Adolf
La playa Pas D'En Adolf o Racó de Ses Ampolles está situada en la isla de Formentera, en la comunidad autónoma de las Islas Baleares, España.
Está situada al norte de la isla.